# Moosbach (Austria)
Moosbach è un comune austriaco di 972 abitanti nel distretto di Braunau am Inn, in Alta Austria.